# Mona del Gabon
La mona del Gabon (Allochrocebus solatus) o cercopitec del Gabon, és un primat d'estil de vida semiterrestre que viu en una zona muntanyosa de selva perenne del Gabon. S'inclou en el gènere Allochrocebus. Prèviament s'havia inclòs en el gènere dels cercopitecs.
Fou descobert el 1984, de manera que no se'n sap gaire cosa. És frugívor i pesa fins a 4-9 kg. Viu en grups composts per un mascle adult i diverses femelles amb les seves cries.